# The Rascals
The Rascals fue una banda musical británica de indie rock procedente de la Península de Wirral cuyos miembros eran parte de The Little Flames. Han sido teloneros de bandas como The Coral o The Zutons pero destacan principalmente por haber sido teloneros de Arctic Monkeys.
La banda surgió cuando Miles Kane (guitarrista y cantante), Joe Edwards (bajista) y Greg Mighall (batería), todos ellos antiguos miembros de The Little Flames estaban de gira como teloneros y decidieron dejar la banda y formar un nuevo proyecto. En septiembre de 2006 ya empezaron a escribir nuevo material y nació la banda.
En diciembre de 2007 fue publicado su primer EP titulado Out Of Dreams bajo la discográfica Deltasonic Records.
En enero de 2008 se puso a la venta su sencillo titulado Suspicious Wit.
Su único álbum fue producido en Londres, grabaron 16 canciones de las cuales escogieron 12 que componen el producto final.
Los Rascals anunciaron su separación en agosto de 2009.

## Miembros
- Miles Kane (Cantante, Guitarra)
- Joe Edwards (Bajo)
- Greg Mighall (Batería)

## Discografía

### EP
- Out Of Dreams (2007) Deltasonic Records

### Album's
- "Rascalize" (2008) Deltasonic Records

## Otros proyectos
En agosto del 2007, Miles Kane comenzó un proyecto junto a Alex Turner proveniente de los Arctic Monkeys, el proyecto fue denominado The Last Shadow Puppets, y se lanzó un álbum titulado The Age Of Understatement, que fue lanzado el 21 de abril de 2008. En 2016, publicaron su segundo álbum de estudio, "Everything You've Come To Expect".